# Eugalta
Eugalta är ett släkte av steklar. Eugalta ingår i familjen brokparasitsteklar.

## Dottertaxa tillEugalta, i alfabetisk ordning[1]
- Eugalta albimarginalis
- Eugalta albitarsis
- Eugalta bakeri
- Eugalta cameroni
- Eugalta chinensis
- Eugalta cinctipes
- Eugalta comis
- Eugalta dravida
- Eugalta flavorbitalis
- Eugalta furcifera
- Eugalta hubeiensis
- Eugalta leucopus
- Eugalta linearis
- Eugalta longipes
- Eugalta lucida
- Eugalta lunata
- Eugalta maculiseutis
- Eugalta mayanki
- Eugalta nigricollis
- Eugalta nigrita
- Eugalta pilosa
- Eugalta propodeator
- Eugalta pulchra
- Eugalta punctulata
- Eugalta santoshae
- Eugalta shaanxiensis
- Eugalta spinosa
- Eugalta strigosa
- Eugalta sulawensis
- Eugalta victoria
- Eugalta yunnanensis